# Ptichodis carolina
Ptichodis carolina är en fjärilsart som beskrevs av Smith 1905. Ptichodis carolina ingår i släktet Ptichodis och familjen nattflyn. Inga underarter finns listade.